# 交趾衛矛
交趾衛矛（学名：Euonymus cochinchinensis）为衛矛科衛矛屬下的一个种。